# 朱塔吾·帕塔拉刚普
朱塔吾·帕塔拉刚普（1993年3月21日—），昵称March，泰国男演员、模特、Youtuber兼主持人。代表作为泰国电视剧集《荷尔蒙》及《火之迷恋》。

## 生平
朱塔吾生於西元1993年3月21日，曾就讀於St Gabriel學校和玫瑰园中学，畢業於朱拉隆功大學的商學與會計學院。
至於愛好，朱塔吾喜歡足球和游泳。

## 外部连接
- 朱塔吾·帕塔拉刚普的Facebook專頁
- 朱塔吾·帕塔拉刚普的Instagram帳戶
- 朱塔吾·帕塔拉刚普的X（前Twitter）
- 朱塔吾·帕塔拉刚普在豆瓣上的资料（简体中文）